# Bae Seung-jin
Đây là một tên người Triều Tiên, họ là Bae.
Bae Seung-Jin (tiếng Hàn: 배승진; sinh ngày 3 tháng 11 năm 1987) là một cầu thủ bóng đá người Hàn Quốc hiện tại thi đấu cho Yokohama FC.
Bae là hậu vệ trong Đội tuyển U-20 Hàn Quốc thi đấu tại Giải vô địch bóng đá U-20 thế giới 2007. Anh là một phần của Đội tuyển U-23 Hàn Quốc tham gia vòng loại Thế vận hội Mùa hè 2008. Anh có 7 năm thi đấu ở giải bóng đá Nhật Bản.
Anh chuyển đến Seongnam FC ở vị trí Incheon United FC, đồng ý hoán đổi anh với Park Yong-ji.

## Thống kê câu lạc bộ
| Thành tích câu lạc bộ | Thành tích câu lạc bộ | Thành tích câu lạc bộ | Giải vô địch | Giải vô địch | Cúp     | Cúp       | Cúp Liên đoàn | Cúp Liên đoàn | Tổng cộng | Tổng cộng |
| Mùa giải              | Câu lạc bộ            | Giải vô địch          | Số trận      | Bàn thắng    | Số trận | Bàn thắng | Số trận       | Bàn thắng     | Số trận   | Bàn thắng |
| --------------------- | --------------------- | --------------------- | ------------ | ------------ | ------- | --------- | ------------- | ------------- | --------- | --------- |
| 2007                  | Yokohama FC           | J1 League             | 0            | 0            | 0       | 0         | 0             | 0             | 0         | 0         |
| 2008                  | Thespa Kusatsu        | J2 League             | 19           | 0            | 2       | 0         | -             | -             | 21        | 0         |
| 2009                  | Tokushima Vortis      | J2 League             | 45           | 5            | 1       | 0         | -             | -             | 46        | 5         |
| 2010                  | Tokushima Vortis      | J2 League             | 31           | 1            | 2       | 0         | -             | -             | 33        | 1         |
| 2011                  | Tokushima Vortis      | J2 League             | 17           | 0            | 1       | 0         | -             | -             | 18        | 0         |
| 2012                  | Yokohama FC           | J2 League             | 36           | 0            | 1       | 0         | -             | -             | 37        | 0         |
| 2013                  | Yokohama FC           | J2 League             | 37           | 3            | 1       | 0         | -             | -             | 38        | 3         |
| 2014                  | Incheon United        | K League 1            | 11           | 0            | 0       | 0         | -             | -             | 11        | 0         |
| 2015                  | Asan Mugunghwa FC     | K League 2            | 33           | 0            | 0       | 0         | -             | -             | 33        | 0         |
| 2016                  | Asan Mugunghwa FC     | K League 2            | 7            | 2            | 0       | 0         | -             | -             | 11        | 2         |
| 2016                  | Incheon United FC     | K League 1            | 4            | 0            | 0       | 0         | -             | -             | 4         | 0         |
| 2017                  | Seongnam FC           | K League 2            | 0            | 0            | 0       | 0         | -             | -             | 0         | 0         |
| Tổng                  | Tổng                  | Tổng                  | 240          | 11           | 8       | 0         | 0             | 0             | 252       | 11        |